# Valentino Orsolini Cencelli

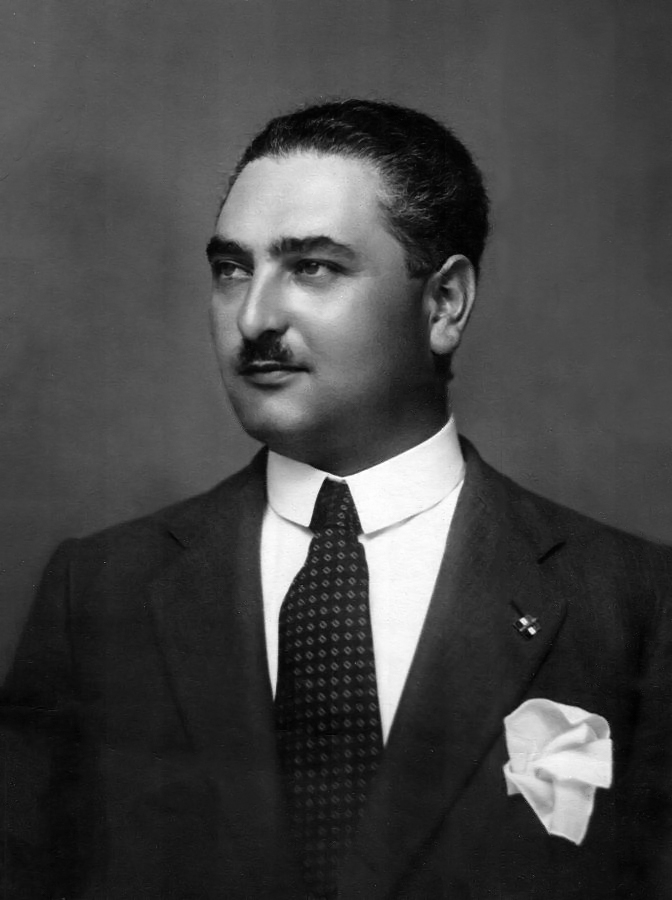
Valentino Orsolini Cencelli

Valentino Orsolini Cencelli (7 de fevereiro de 1898 – 22 de maio de 1971) foi um agrónomo e político italiano que serviu como deputado (1924–1939), membro da Câmara do Fáscio e da Corporação (1939–1943) e o primeiro Podestà de Littoria (1932–1933).
Ele foi um dos protagonistas da recuperação de terras dos Pântanos Pontinos.